# Người Nhện 2
Người Nhện 2 (tựa gốc tiếng Anh: Spider-Man 2) là phim điện ảnh siêu anh hùng của Mỹ năm 2004 do Sam Raimi đạo diễn và Alvin Sargent viết kịch bản từ đầu truyện của Alfred Gough, Miles Millar và Michael Chabon. Là phần tiếp nối của phim Người Nhện năm 2002, tác phẩm là phần thứ hai trong trilogy Người Nhện, dựa trên nhân vật truyện tranh giả tưởng cùng tên của Marvel Comics. Các diễn viên Tobey Maguire, Kirsten Dunst, James Franco và Rosemary Harris lần lượt đảm nhận những vai diễn tương ứng của họ ở phần đầu tiên, trong khi Alfred Molina và Donna Murphy mới gia nhập dàn diễn viên trong phim.
Lấy bối cảnh hai năm sau những sự kiện trong Người Nhện, nội dung phim kể về Peter Parker phải chật vật để xoay xở cả cuộc sống cá nhân và trách nhiệm làm Người Nhện của anh, trong khi tiến sĩ Otto Octavius trở thành một phản diện hiểm ác, sau khi một thí nghiệm thất bại của ông vô tình giết vợ mình và để lại cho ông một đống xúc tu máy hợp nhất với hệ thần kinh của Otto. Người Nhện buộc phải ngăn chặn ông tái tạo thành công thí nghiệm gây đe dọa phá hủy thành phố. Quá trình quay phim chính bắt đầu vào tháng 4 năm 2003 tại thành phố New York và đồng diễn ra tại Los Angeles. Cảm hứng làm phim của Raimi đến từ màn ra mắt trên truyện tranh của Doctor Octopus vào năm 1964, tiểu phần If This Be My Destiny...! (1966) và tiểu phần Spider-Man No More! (1967).
Ngày 30 tháng 6 năm 2004, Người Nhện 2 công chiếu trên cả hai hệ thống rạp chiếu truyền thống và IMAX, thu về 783 triệu USD trên toàn cầu và trở thành phim điện ảnh có doanh thu cao thứ ba trong năm. Tác phẩm đã giành giải Oscar cho hiệu ứng hình ảnh xuất sắc nhất và nhận hai đề cử khác cho hòa âm hay nhất và biên tập âm thanh xuất sắc nhất. Phim còn nhận được năm đề cử tại lễ trao giải Sao Thổ như phim kỳ ảo hay nhất và đạo diễn xuất sắc nhất cho Raimi. Người Nhện 2 thường được coi là một trong những phim siêu anh hùng hay nhất mọi thời đại và là bệ phóng cho các bộ phim tương lai thuộc thể loại này; thành công của phim dẫn đến phần tiếp mang tên Người Nhện 3 (2007). Maguire và Molin đã tái đảm nhận những vai diễn của họ trong phim Người Nhện: Không còn nhà của Vũ trụ Điện ảnh Marvel – tác phẩm nhắc tới khái niệm đa vũ trụ và liên kết tới các bộ phim của Watts và Webb.

## Nội dung
Trong phim lần này, Peter Parker phải đấu tranh để cân bằng giữa nhiệm vụ chống tội phạm khi làm người nhện với những nhu cầu cuộc sống đời thường. Anh bị mất việc, tài chính khó khăn trong khi phải gắng sức duy trì việc học vật lý ở Đại học Columbia. Hơn nữa, anh còn bị người tình Mary Jane Watson xa lánh và người bạn thân Harry Osborn gây sức ép. Mary Jane rất bất mãn trong lúc hẹn hò với Peter, còn Harry lại hiểu lầm người nhện đã sát hại cha mình, Norman Osborn. Ngoài ra, Peter lại còn biết rằng dì May có nguy cơ phải thế chấp tài sản để trả nợ tiền nhà.
Harry bây giờ đã thành trưởng cục nghiên cứu của tập đoàn Oscorp và cậu đã tài trợ cho nhà khoa học hạt nhân Otto Octavius lỗi lạc. Otto mơ ước về một nguồn năng lượng nhiệt thạch khổng lồ hoàn chỉnh. Ộng ta mặc một bộ áo mang các cánh tay rô bốt cực khỏe có trí thông minh nhân tạo để điều khiển cuộc thí nghiệm. Trục trặc khi kiểm soát năng lượng đã làm mất thăng bằng cuộc thí nghiệm nhưng Octavius không chịu tắt máy đã dẫn đến kết cục thảm khốc: vợ ông bị chết, con chíp ức chế thần kinh để ngăn các cánh tay chi phối trí óc ông cũng bị hủy và các cánh tay đó càng cắm sâu vào xương sống ông. May thay người nhện cũng xuất hiện và tắt cái máy trước khi nó gây thêm thiệt hại.
Otto Octavius bị ngất rồi được đưa đến bệnh viện. Trong lúc các bác sĩ chuẩn bị tiến hành phẫu thuật cắt bỏ các cánh máy và bộ áo xúc tu, thì các cánh tay (xúc tu) bỗng tỉnh dậy và đồ sát ê kíp y bác sĩ. Các xúc tu đã phát triển được khả năng nhận thức sau khi con chíp ức chế bị phá hủy. Khi tỉnh dậy và thấy cảnh chết chóc đó, Octavius rời bệnh viện và trốn ở một bến cảng bỏ hoang. Và bây giờ ông được tờ báo Daily Bugle đặt cho biệt danh là Doctor Octopus (Tiến sĩ bạch tuộc). Các xúc tu thuyết phục ông thử lại cuộc thí nghiệm và để có tiền, phải đi cướp ngân hàng.
Sau khi Peter lỡ việc xem vở kịch đầu tiên Mary Jane đóng, cô cố tình hẹn hò với phi hành gia John Jameson, chỉ để "trả đũa" Peter. John Jameson chính là con trai của J. Jonah Jameson, chủ tờ báo Daily Bugle. Peter cực kì bị tổn thương, cộng thêm với các áp lực trong cuộc sống ngày càng dồn dập khiến anh mất sức mạnh người nhện. Anh từ bỏ mặt nạ người nhện và quay về cuộc sống đời thường để muốn nối lại mối tình với Mary Jane. Một nhân viên vệ sinh đã nhặt được bộ áo người nhện và mang đến cho J. Jonah Jameson, Jonah trách mình đã làm người nhện biến mất. Peter tiết lộ với dì May rằng cái chết của bác Ben cách đây không lâu còn do một phần lỗi của mình. Tuy lúc đầu có hơi sốc nhưng dì May cũng mau chóng tha thứ cho Peter. Khi một cậu bé hàng xóm 9 tuổi nhắc đến chuyện người nhện biến mất và tỉ lệ tội phạm gia tăng ở New York tiếp theo sau đó, Peter lại bắt đầu ngẫm nghĩ về "sự nghiệp" của chính mình trước đây.
Octavius cần tritium để cấp nhiên liệu cho lò phản ứng, hắn đến tìm Harry để đòi trao đổi. Lúc đầu Harry từ chối vì thí nghiệm đó có khả năng san bằng cả thành phố, rồi sau cùng đồng ý với điều kiện bắt sống người nhện. Harry cho biết chính Peter Parker là chìa khóa để tìm người nhện, vì Peter hay chụp ảnh người nhện đăng báo nên cho rằng Peter quen biết với người nhện. Nhưng Harry cũng căn dặn Octavius đừng làm hại Peter. Octavius tìm đến Peter ép anh kiếm người nhện, nhưng vì cam kết không hại đến Peter, hắn bắt Mary Jane đi. Peter nhận thấy sức mạnh người nhện của mình đã khôi phục sau cú kích động, anh trộm lại bộ áo người nhện từ tòa sọan Bugle và mặc nó vào.
Người nhện đã đánh nhau với Octavius trên một tòa tháp đồng hồ rồi cả hai bị rơi xuống mái của một tàu cao tốc đang chạy. Hai người tiếp tục đánh một trận quyết liệt. Sau đó Octavius phá hỏng bộ điều khiển của con tàu và nhảy ra khỏi đó. Người nhện chặn đứng con tàu lại trước khi nó chạy lọt ra ngoài đường ray. Khi anh ngất xỉu vì kiệt sức, hành khách trên tàu mang anh vào toa. Anh dần dần tỉnh lại và phát hiện mặt nạ người nhện của mình đã cởi ra. Nhưng hành khách rất biết ơn anh và thề sẽ không tiết lộ nhân dạng thực của anh. Rồi Octavius quay lại để đòi người nhện. Hắn khống chế các hành khách và đánh gục người nhện, rồi mang đến cho Harry.
Sau khi đưa tritium cho Octavius, Harry chuẩn bị giết người nhện. Cậu gỡ bỏ mặt nạ ra và vô cùng sửng sốt khi thấy đó là Peter - người bạn thân của mình. Peter tỉnh lại và thuyết phục Harry rằng những thứ quan trọng hơn đang bị đe dọa (thành phố và Mary Jane). Harry bất đắc dĩ tiết lộ chỗ của Octavius. Người nhện liền đến phòng thí nghiệm trên sông của tiến sĩ Octavius và lén lút cứu Mary Jane. Một xúc tu của Octavius đã thấy người nhện rồi cả hai lao vào đánh nhau. Lần này với nhiều kinh nghiệm hơn, Peter nhanh chóng đánh bại được Octavius. Anh cởi mặt nạ cho Octavius biết mặt mình và thuyết phục Octavius từ bỏ giấc mơ để làm những điều tốt hơn. Octavius cuối cùng cũng chế ngự được các xúc tu để chúng tuân lệnh mình và nhấn chìm lò phản ứng nhiệt thạch cùng bản thân hắn xuống dòng sông Hudson. Sau đó, Mary Jane cũng biết được khuôn mặt thực của người nhện cũng như lý do tại sao họ không thể ở bên nhau. Peter trả Mary Jane về lại cho John và đi ngay.
Ảo ảnh của cha Harry hiện về trong 1 chiếc gương và yêu cầu cậu giết người nhện để trả thù cho cái chết của ông ta. Harry từ chối làm hại Peter và đập vỡ cái gương. Anh phát hiện một căn phòng bí mật sau chiếc gương. Căn phòng chứa các thiết bị của Green Goblin và vài ống huyết thanh thử nghiệp đang dang dở. Còn Mary Jane trong ngày cưới đã bỏ lại John ngay trước bệ thờ của thánh đường và chạy về căn hộ của Peter. Cô thú nhận tình cảm thực của mình với Peter. Cả hai hôn nhau rồi nghe thấy tiếng rượt đuổi tội phạm của cảnh sát. Cô khuyến khích anh hãy giúp cảnh sát.

## Diễn viên
- Tobey Maguire vai Peter Parker / Người Nhện:[11]
Anh là một siêu anh hùng, sinh viên ngành vật lý của Đại học Columbia và nhiếp ảnh gia cho tờ Daily Bugle. Việc chật vật với cuộc sống hai mang làm anh đôi khi phải từ bỏ trách nhiệm làm siêu anh hùng của mình ở thời điểm nghịch cảnh.
- Kirsten Dunst vai Mary Jane Watson:[12] Cô là một nữ diễn viên Broadway giàu tham vọng và cô bạn mà Peter yêu từ khi còn nhỏ, song anh đã từ bỏ cơ bội ở bên cô vì lo lắng cho an toàn của Watson. Dẫu vẫn ấp ủ tình cảm với Peter, Mary Jane bắt đầu hẹn hò với John Jameson và sau cùng đính hôn với anh ta, nhằm chọc tức Peter. Cô còn phải lòng Người Nhện, người đã cứu mạng cô nhiều lần trong quá khứ, và không hề biết Peter chính là danh tính thật của siêu anh hùng ấy.
- James Franco vai Harry Osborn:[13] Anh là CEO đương nhiệm của tập đoàn Oscorp, con trai Norman Osborn và bạn thân của Peter, mặc cho cậu bạn che giấu bản ngã Người Nhện vì có trách nhiệm với cái chết của Norman. Harry còn là bạn trai cũ của Mary Jane và vẫn vương vấn tình cảm với cô.
- Alfred Molina vai Dr. Otto Octavius / Doctor Octopus:[14]
Ông là một nhà khoa học làm việc đại diện cho Oscorp, là thầy và hình mẫu của Peter; Sau khi thất bại trong thí nghiệm tạo ra phản ứng nhiệt hạch tự duy trì, ông phát điên và vô tình lấy mạng vợ mình là Rosie. Octavius được liên kết với thiết bị xử lý là bốn chiếc xúc tu cơ học thông minh nhân tạo, chúng tác động lên tinh thần của ông và thuyết phục ông phải hoàn tất thí nghiệm bằng mọi giá.
- Rosemary Harris vai May Parker: Bà là góa phụ của Ben Parker và dì của Peter.[15]
- Donna Murphy vai Rosie Octavius: vợ và trợ lý của Otto.[16]

J. K. Simmons tái đảm nhiệm vai J. Jonah Jameson, nhà quản lý keo kiệt và trưởng ban biên tập của tạp chí Daily Bugle, trong khi Daniel Gillies hóa thân vai cậu con trai John Jameson, một phi hành gia và hôn thê của Mary Jane.
Giống như phần phim trước, Bruce Campbell có một vai diễn khách mời, lần này là vai một người chỉ chỗ ngồi từ chối cho Peter vào vì tới trễ để xem show của Mary Jane Watson. Nhà đồng sáng tạo Người Nhện là Stan Lee thủ vai một người đàn ông trên phố cứu được một phụ nữ tránh khỏi các mãnh vỡ rơi xuống đất trong trận chiến giữa Người Nhện và Doctor Octopus. Dylan Baker hóa thân vào vai Tiến sĩ Curt Connors, một trong những giáo sự dạy vật lý ở đại học của Peter và đồng nghiệp của Octavius, trong khi Willem Dafoe tái nhận vai Norman Virgil Osborn, người cha quá cố của Harry xuất hiện trước mặt anh như một ảo giác. Dafoe nảy ra ý tưởng này trong lần quảng bá cho Người Nhện, ông đem nhân vật so sánh với Vua Hamlet ám con trai để báo thù cho mình. Elizabeth Banks, John Paxton, Ted Raimi và Bill Nunn lần lượt tái nhận diễn các vai Betty Brant, Bernard Houseman (quản gia của gia đình Osborn), Ted Hoffman, và Robbie Robertson. Elya Baskin thủ vai ông Ditkovitch (chủ nhà của Peter; cái tên của nhân vật có liên hệ tới nhà đồng sáng tạo của Người Nhện là Steve Ditko) còn Mageina Tovah thủ vai cô con gái Ursula. Cliff Robertson tái nhận vai người chú của Peter, Ben Parker trong cảnh hồi tưởng.
Scott Spiegel thủ vai một người đàn ông cố ăn vài chiếc bánh pizza mà Người Nhện đang giao hàng, song bị dính tơ nhện trên tay. Joel McHale đóng vai ông Jacks, một nhân viên giao dịch ngân hàng. Hal Sparks diễn một hành khách trong thang máy có một cuộc trò chuyện với Người Nhện. Donnell Rawlings hóa thân làm một người dân New York kêu rằng Người Nhện "đã đánh cắp những chiếc pizza của anh ta" và Emily Deschanel thủ vai một nhân viên lễ tân. Brent Briscoe đóng vai người dọn rác tìm thấy bộ đồ của Người Nhện trong đống rác và trao nó cho Jameson. Peter McRobbie thủ vai một đại diện của OsCorp. Reed Diamond đóng vai Algernon. Peyton List và em trai cô là Spencer List có các vai điện ảnh đầu tay là đôi bé trai và gái chơi trên bậc cầu thang. Daniel Dae Kim thủ vai Raymond, trợ lý của Otto Octavius làm việc trong phòng thí nghiệm của ông. Aasif Mandvi thủ vai Aziz, chủ quán Joe's Pizza. Joey Diaz, Dan Hicks và Chloe Dykstra thì diễn các vai hành khách trên tàu. Vanessa Ferlito thủ vai Louise, một trong những bạn diễn của Mary Jane. Joy Bryant xuất hiện trong vai một khán giả nhìn thấy Người Nhện hành động. John Landis diễn vai một trong những bác sĩ phẫu thuật lên người Doctor Octopus. Phil LaMarr thủ vai một hành khách trên tàu dễ thấy nhất ở phía bên trái của Người Nhện (góc phải theo chiều của người xem) trong lúc người hùng ấy sử dụng tơ để làm chậm tốc độ của tàu. Gregg Edelman thủ vai Tiến sĩ Davis.

## Sản xuất

### Phát triển
Ngay sau khi hoàn thành Người Nhện, đạo diễn Sam Raimi với sự giúp đỡ từ James Keltie đã tiến hành đạo diễn một phần tiếp nối. Vào tháng 4 năm 2002, Sony thuê bộ đôi biên kịch là Alfred Gough và Miles Millar để viết kịch bản phim. Ngày 8 tháng 5 năm 2002, sau khi Người Nhện phá kỷ lục 115 triệu USD dịp cuối tuần mở màn, Sony Pictures cũng công bố một phần hậu truyện vào năm 2004. Với tựa đề The Amazing Spider-Man, dựa theo tựa truyện tranh chính của nhân vật, phim nhận được kinh phí 200 triệu USD và nhắm lịch chiếu vào ngày 7 tháng 5 năm 2004. Tháng sau, các nhà làm phim đã tuyển thêm David Koepp để đồng viết kịch bản với Gough và Millar.
Tháng 9 năm 2002, Michael Chabon được thuê để viết lại kịch bản. Phần kịch bản nháp của ông có một nhân vật Doc Ock trẻ hơn và say mê Mary Jane. Những cánh tay bằng máy của y sử dụng chất endorphin để kháng lại cơn đau bị những cánh tay gắn vào cơ thể, khiến y thấy hưng phấn. Khi Doc Ock gây thương tích cho hai kẻ cướp thì Mary Jane bắt đầu hoảng sợ, dẫn đến cuộc chiến với Người Nhện. Sau đó những xúc tu của y bị rối vào nhau và bắt đầu giết hắn. Trong kịch bản, Octavius là người tạo ra con nhện biến đối gen từ phần phim đầu tiên và tặng cho Peter một liều thuốc giải độc để loại bỏ sức mạnh của anh: điều này được lý giải khi Octavius đang dần chết cùng với các xúc tu, y muốn rút xương sống của Người Nhện để tự cứu mình, do đó dẫn đến việc liên minh với Harry ở cuối phim. Trước đó Harry và nhật báo Daily Bugle từng trả giá 10 triệu USD cho cái đầu của Người Nhện, khiến cho các công dân của thành phố quay lưng lại với anh ta.
Raimi sifted through the previous drafts by Gough, Millar, Koepp and Chabon, picking what he liked with screenwriter Alvin Sargent. He felt that thematically the film had to explore Peter's conflict with his personal wants against his responsibility, exploring the positive and negatives of his chosen path, and how he ultimately decides that he can be happy as a heroic figure. Although the story takes some partial influence from Doc Ock's debut in 1963 and the 1966 storyline If This Be My Destiny...!, the story was mostly inspired by the 1967 storyline Spider-Man No More!, specifically The Amazing Spider-Man #50. It was decided that Doctor Octopus would be kept as the villain, as he was both a visually interesting villain who was a physical match for Spider-Man, and a sympathetic figure with humanity, accompanied by the fact that the character had been repeatedly considered as a villain for the first film over the course of its 15-year development. Raimi changed much of the character's backstory, however, adding the idea of Otto Octavius being a hero of Peter, and how their conflict was about trying to rescue him from his demons rather than kill him.

### Ghi hình
Người Nhện 2 được quay tại hơn một trăm bối cảnh và địa điểm, bắt đầu với địa điểm tiền ghi hình ở The Loop, Chicago diễn ra trong hai ngày vào tháng 11 năm 2002. Đoàn làm phim đã mua một đoàn tàu chứa nhiều toa 2200 series, thay thế mười sáu máy quay cho những cảnh quay nền của trận chiến trên tàu giữa Người Nhện và Doc Ock. Quá trình quay phim chính bắt đầu vào ngày 12 tháng 4 năm 2003 tại thành phố New York. Ngày 13 tháng 5 ê-kíp làm phim di chuyển đến Los Angeles  để ghi hình mười bối cảnh chính do nhà thiết kế sản xuất Neil Spisak tạo ra. Sau nỗi hoang mang xung quanh chấn thương lưng của mình, Tobey Maguire vẫn thích biểu diễn nhiều pha nguy hiểm, thậm chí cả tạo trò đùa với Raimi khi anh tạo ra câu thoại "My back, my back" (Lưng tôi, lưng tôi) trong lúc Người Nhện cố gắng để lấy lại siêu năng lực.

### Hiệu ứng hình ảnh
Mặc dù gần như tương đương bộ đồ trong phần trước, nhà thiết kế phục trang James Acheson có một vài thay đổi tinh tế đối với bộ trang phục của Người Nhện. Màu áo đẹp và táo bạn hơn, biểu tượng con nhện có thêm nhiều dòng kẻ tao nhã hơn và có kích thước mở rộng; trong khi đó ống kính mắt nhỏ hơn một chút, và bộ đồ cơ bắp bên trong cơ thể được chia thành nhiều mảng, đem lại cảm giác di chuyển tốt hơn. Mũ bảo hiểm Maguire đội dưới lớp mặt nạ cũng có cải tiến khi gắn những mảng quai hàm giả và miếng mắt có từ tính nhằm di chuyển tốt hơn và dễ tháo ra hơn.

## Phát hành

### Giải trí tại gia
Lúc đầu Người Nhện 2 được phát hành trên VHS và DVD vào ngày 30 tháng 11 năm 2004. Bản DVD có sẵn trên cả định dạng màn ảnh rộng anamorphic và "toàn màn hình" pan and scan, cũng như một ấn bản superbit và một hộp box-set kèm theo phần phim đầu tiên. Ngoài ra cũng có một bộ quà tặng DVD của nhà sưu tập trong đó có một tái bản của The Amazing Spider-Man #50. Phim được phát hành trên Blu-ray vào tháng 10 năm 2007, đi kèm trong hộp box-set Spider-Man: The High Definition Trilogy. Tác phẩm cũng được phát hành riêng trên đĩa Blu-ray vào tháng 11 năm 2010 cũng như phần phim trước đi kèm trong bộ Blu-ray Essentials Collection của Sony, bao gồm cả bản phát hành chiếu rạp và bản cắt mở rộng 2.1. Tất cả ba phần phim đều được phát hành trên Blu-ray đi kèm trong bộ đĩa Spider-Man: Origins vào năm 2017.

## Đón nhận

### Doanh thu phòng vé
Người Nhện 2 thu về tổng cộng 373.6 triệu USD chỉ tính riêng tại thị trường Mỹ và Canada, và 410.2 triệu USD tại các quốc gia và vùng lãnh thổ khác, đưa tổng mức doanh toàn cầu lên 783.8 triệu USD so với kinh phí làm phim là 200 triệu USD.
Ngày 30 tháng 6 năm 2004, Người Nhện 2 ra mắt tại Hoa Kỳ và thu về 40.4 triệu USD trong ngày chiếu đầu tiên, phá vỡ kỷ lục 39.4 triệu USD trong ngày mở màn của phần phim đầu tiên, cho đến khi kỷ lục trên bị Chiến tranh giữa các vì sao: Tập III – Sự báo thù của người Sith xô đổ một năm sau (50 triệu USD). Phim cũng xô đổ kỷ lục doanh thu trong ngày thứ Tư cao nhất mọi thời đại (34.5 triệu USD) của Chúa tể của những chiếc nhẫn: Sự trở về của nhà vua. Bộ phim nắm giữ kỷ lục ngày thứ Tư trong ba năm trước khi bị Harry Potter và Hội Phượng Hoàng vượt qua (44.2 triệu USD). Doanh thu của phim từ thứ Sáu đến Chủ Nhật đạt mức 88.2 triệu USD, trở thành phim có doanh thu dịp cuối tuần ngày Độc lập cao nhất, phá vỡ kỷ lục của Men in Black II (52.1 triệu USD), cho đến khi kỷ lục trên bị Transformers 3 xô đổ bảy năm sau (97.9 triệu USD). Trong sáu ngày chiếu đầu tiên, Người Nhện 2 đã thu về hơn 180 triệu USD. Tác phẩm cuối cùng đã chạm mốc 373.5 triệu USD, trở thành phim điện ảnh có doanh thu cao thứ hai trong năm 2004 sau Shrek 2. Người Nhện 2 còn là phim điện ảnh có doanh thu cao thứ 28 tại thị trường Hoa Kỳ và Canada và tiêu thụ ước tính 60,158,700 vé xem tại Hoa Kỳ.

### Đánh giá chuyên môn
Trên hệ thống tổng hợp kết quả đánh giá Rotten Tomatoes, Người Nhện 2 nhận được 93% lượng đồng thuận dựa theo 269 bài đánh giá, với điểm trung bình là 8.3/10. Các chuyên gia của trang web nhất trí rằng, "Niềm kiêu hãnh về một phản diện giải trí và tập trung vào cảm xúc sâu sắc hơn, đây là một phần tiếp nối nhanh trí cải thiện trên cả bản gốc". Trên trang Metacritic, phim đạt số điểm 83 trên 100 dựa trên 41 nhận xét, chủ yếu là những lời tán dương. Lượt bình chọn của khán giả trên trang thống kê CinemaScore cho phần phim điểm "A–" trên thang từ A+ đến F. Tác phẩm xếp thứ 441 trong danh sách tốp 500 phim điện ảnh của tạp chí Empire.
Mark Caro của nhật báo Chicago Tribune cho rằng Alfred Molina là một "phản diện phức tạp mà dễ chịu", và bộ phim là một tổng thể "cải thiện phần tiềm nhiệm của nó theo hầu hết mọi hướng". Kenneth Turan của Los Angeles Times chấm phần phim 4 trên 5 sao và có chung quan điểm với Caro, ông viết, "Doc Ock chiếm đoạt bộ phim này với bốn chiếc tay máy uốn khúc hung hãn và từ chối buông bỏ." Nếu Roger Ebert là người chấm phần phim đầu tiên hai sao rưỡi thì lần này ông chấm Người Nhện 2 bốn sao trên bốn sao hoàn hảo, ông gọi bộ phim là "phim điện ảnh siêu anh hùng hay nhất kể từ khi thể loại hiện đại khởi đầu với Superman (1978)" và ca ngợi tác phẩm vì đã "[kết hợp] nhuần nhuyễn hiệu ứng hình ảnh và một câu chuyện nhân văn, giữ cho các tình tiết phim tồn tại và hoạt động song song". Sau đó ông còn gọi Người Nhện 2 là phim điện ảnh hay thứ tư trong năm 2004.

### Giải thưởng và đề cử
Người Nhện 2 giành hai giải Oscar cho hiệu ứng hình ảnh xuất sắc nhất và giành các đề cử cho hòa âm hay nhất (Kevin O'Connell, Greg P. Russell, Jeffrey J. Haboush và Joseph Geisinger, nhưng thua Ray) và biên tập âm thanh xuất sắc nhất (thua Gia đình siêu nhân). Phim cũng chiến thắng năm giải Sao Thổ cho nam diễn viên chính xuất sắc nhất, đạo diễn xuất sắc nhất, phim kỳ ảo hay nhất, hiệu ứng hình ảnh xuất sắc nhất và kịch bản xuất sắc nhất, bên cạnh đó là hai đề cử cho nam diễn viên phụ xuất sắc nhất và nhạc phim hay nhất. Tác phẩm còn nhận hai đề cử BAFTA cho hiệu ứng hình ảnh xuất sắc nhất (thua The Day After Tomorrow) và âm thanh xuất sắc nhất (thua Ray). Viện phim Mỹ xếp Người Nhện 2 là một trong mười phim điện ảnh hay nhất năm 2004, đồng thời giành đề cử cho vị trí trong các danh sách tốp 10 phim kỳ ảo hay nhất, 100 phim điện ảnh Mỹ truyền cảm hứng nhất và 100 phim điện ảnh hay nhất.
| Tên giải thưởng                                 | Ngày trao giải       | Hạng mục                                                                              | Người nhận | Kết quả   |
| ----------------------------------------------- | -------------------- | ------------------------------------------------------------------------------------- | --- | --------- |
| Giải Oscar                                      | 27 tháng 2 năm 2005  | Biên tập âm thanh xuất sắc nhất                                                       | Paul N.J. Ottosson | Đề cử     |
| Giải Oscar                                      | 27 tháng 2 năm 2005  | Hòa âm hay nhất                                                                       | Kevin O'Connell, Greg P. Russell, Jeffrey J. Haboush và Joseph Geisinger                                                         | Đề cử     |
| Giải Oscar                                      | 27 tháng 2 năm 2005  | Hiệu ứng hình ảnh xuất sắc nhất                                                       | John Dykstra, Scott Stokdyk, Anthony LaMolinara và John Frazier                                                                  | Đoạt giải |
| Giải thưởng Viện phim Mỹ                        | 2005                 | Phim điện ảnh của năm                                                                 | Spider-Man 2 | Đoạt giải |
| BMI Film and TV Awards                          | 18 tháng 5 năm 2005  | Giải thưởng âm nhạc điện ảnh BMI                                                      | Danny Elfman | Đoạt giải |
| Giải thưởng Điện ảnh Viện Hàn lâm Anh quốc      | 12 tháng 2 năm 2005  | Thành tựu hiệu ứng hình ảnh xuất sắc nhất                                             | John Dykstra, Scott Stokdyk, Anthony LaMolinara và John Frazier                                                                  | Đề cử     |
| Giải thưởng Điện ảnh Viện Hàn lâm Anh quốc      | 12 tháng 2 năm 2005  | Âm thanh xuất sắc nhất                                                                | Paul N.J. Ottosson, Kevin O'Connell, Greg P. Russell và Jeffrey J. Haboush                                                       | Đề cử     |
| Giải thưởng Điện ảnh Viện Hàn lâm Anh quốc      | 12 tháng 2 năm 2005  | Phim điện ảnh cam của năm                                                             | Spider-Man 2 | Đề cử     |
| Giải Lựa chọn của Nhà phê bình Điện ảnh         | 10 tháng 1 năm 2005  | Phim kỳ ảo hay nhất                                                                   | Spider-Man 2 | Đề cử     |
| Giải Lựa chọn của Nhà phê bình Điện ảnh         | 10 tháng 1 năm 2005  | Phim điện ảnh đại chúng hay nhất                                                      | Spider-Man 2 | Đoạt giải |
| Cinema Audio Society Awards                     | 19 tháng 2 năm 2005  | Thành tựu hòa âm cho tác phẩm điện ảnh nổi bật                                        | Joseph Geisinger, Kevin O'Connell, Greg P. Russell và Jeffrey J. Haboush                                                         | Đề cử     |
| Giải Empire                                     | 13 tháng 3 năm 2005  | Nam diễn viên chính xuất sắc nhất                                                     | Tobey Maguire | Đề cử     |
| Giải Empire                                     | 13 tháng 3 năm 2005  | Đạo diễn xuất sắc nhất                                                                | Sam Raimi | Đoạt giải |
| Golden Trailer Awards                           | 25 tháng 5 năm 2004  | Summer 2004 Blockbuster                                                               | Spider-Man 2 | Đề cử     |
| Giải Hugo                                       | 7 tháng 8 năm 2005   | Trình bày ca kịch xuất sắc nhất – Dạng dài                                            | Spider-Man 2 | Đề cử     |
| Giải thưởng hiệp hội phê bình điện ảnh Luân Đôn | 9 tháng 2 năm 2005   | Nam diễn viên phụ Anh Quốc của năm                                                    | Alfred Molina | Đề cử     |
| MTV Movie Awards                                | 4 tháng 6 năm 2005   | Phân cảnh hành động hay nhất                                                          | Spider-Man 2 | Đề cử     |
| MTV Movie Awards                                | 4 tháng 6 năm 2005   | Phim điện ảnh hay nhất                                                                | Spider-Man 2 | Đề cử     |
| MTV Movie Awards                                | 4 tháng 6 năm 2005   | Phản diện xuất sắc nhất                                                               | Alfred Molina | Đề cử     |
| People's Choice Awards                          | 9 tháng 1 năm 2005   | Phim điện ảnh yêu thích                                                               | Spider-Man 2 | Đề cử     |
| People's Choice Awards                          | 9 tháng 1 năm 2005   | Nụ hôn yêu thích trên màn ảnh                                                         | Kirsten Dunst và Tobey Maguire                                                                                                   | Đề cử     |
| People's Choice Awards                          | 9 tháng 1 năm 2005   | Phần tiếp nối yêu thích                                                               | Spider-Man 2 | Đề cử     |
| People's Choice Awards                          | 9 tháng 1 năm 2005   | Ngôi sao phản diện điện ảnh yêu thích                                                 | Alfred Molina | Đề cử     |
| Giải Vệ tinh                                    | 17 tháng 12 năm 2005 | Nam diễn viên phụ phim chính kịch xuất sắc nhất                                       | Alfred Molina | Đề cử     |
| Giải Vệ tinh                                    | 17 tháng 12 năm 2005 | Quay phim xuất sắc nhất                                                               | Bill Pope and Anette Haellmigk                                                                                                   | Đề cử     |
| Giải Vệ tinh                                    | 17 tháng 12 năm 2005 | Bản DVD mở rộng xuất sắc nhất                                                         | Spider-Man 2 | Đề cử     |
| Giải Vệ tinh                                    | 17 tháng 12 năm 2005 | Dựng phim xuất sắc nhất                                                               | Bob Murawski | Đề cử     |
| Giải Vệ tinh                                    | 17 tháng 12 năm 2005 | Nhạc nền xuất sắc nhất                                                                | Danny Elfman | Đề cử     |
| Giải Vệ tinh                                    | 17 tháng 12 năm 2005 | Bản DVD tổng thể xuất sắc nhất                                                        | Spider-Man 2 | Đoạt giải |
| Giải Vệ tinh                                    | 17 tháng 12 năm 2005 | Âm thanh xuất sắc nhất (dựng & hòa âm)                                                | Kevin O'Connell, Greg P. Russell, Jeffrey J. Haboush, Joseph Geisinger, Paul N.J. Ottosson và Susan Dudeck                       | Đề cử     |
| Giải Vệ tinh                                    | 17 tháng 12 năm 2005 | Hiệu ứng hình ảnh xuất sắc nhất                                                       | John Dykstra, Scott Stokdyk, Anthony LaMolinara và John Frazier                                                                  | Đề cử     |
| Giải Sao Thổ                                    | 3 tháng 5 năm 2005   | Phim kỳ ảo hay nhất                                                                   | Spider-Man 2 | Đoạt giải |
| Giải Sao Thổ                                    | 3 tháng 5 năm 2005   | Nam diễn viên chính xuất sắc nhất                                                     | Tobey Maguire | Đoạt giải |
| Giải Sao Thổ                                    | 3 tháng 5 năm 2005   | Nam diễn viên phụ xuất sắc nhất                                                       | Alfred Molina | Đề cử     |
| Giải Sao Thổ                                    | 3 tháng 5 năm 2005   | Đạo diễn xuất sắc nhất                                                                | Sam Raimi | Đoạt giải |
| Giải Sao Thổ                                    | 3 tháng 5 năm 2005   | Kịch bản xuất sắc nhất                                                                | Alvin Sargent | Đoạt giải |
| Giải Sao Thổ                                    | 3 tháng 5 năm 2005   | Âm nhạc xuất sắc nhất                                                                 | Danny Elfman | Đề cử     |
| Giải Sao Thổ                                    | 3 tháng 5 năm 2005   | Hiệu ứng hình ảnh xuất sắc nhất                                                       | John Dykstra, Scott Stokdyk, Anthony LaMolinara và John Frazier                                                                  | Đoạt giải |
| Giải Sao Thổ                                    | 3 tháng 5 năm 2005   | Ấn bản phát hành DVD đặc biệt xuất sắc nhất                                           | Spider-Man 2 | Đề cử     |
| Giải VES                                        | 16 tháng 2 năm 2005  | Hiệu ứng hình ảnh đơn của năm                                                         | John Dykstra, Lydia Bottegoni, Dan Abrams và John Monos                                                                          | Đề cử     |
| Giải VES                                        | 16 tháng 2 năm 2005  | Sáng tác xuất sắc trong một phim điện ảnh                                             | Colin Drobnis, Greg Derochie, Blaine Kennison và Ken Lam                                                                         | Đoạt giải |
| Giải VES                                        | 16 tháng 2 năm 2005  | Outstanding Created Environment in a Live Act on Motion Picture                       | Dan Abrams, David Emery, Andrew Nawrot và John Hart                                                                              | Đoạt giải |
| Giải VES                                        | 16 tháng 2 năm 2005  | Nam diễn viên hoặc nữ diễn viên xuất sắc trong một phim điển ảnh có hiệu ứng hình ảnh | Alfred Molina | Đoạt giải |
| Giải VES                                        | 16 tháng 2 năm 2005  | Outstanding Special Effects in Service to Visual Effects in a Motion Picture          | John Frazier, James D. Schwalm, James Nagle và David Amborn                                                                      | Đề cử     |
| Giải VES                                        | 16 tháng 2 năm 2005  | Hiệu ứng hình ảnh xuất sắc trong phim điện ảnh có sử dụng hiệu ứng hình ảnh           | John Dykstra, Lydia Bottegoni, Anthony LaMolinara và Scott Stokdyk                                                               | Đề cử     |
| World Stunt Awards                              | 25 tháng 9 năm 2005  | Đóng thế tổng thể của một diễn viên xuất sắc nhất                                     | Chris Daniels và Michael Hugghins                                                                                                | Đoạt giải |
| World Stunt Awards                              | 25 tháng 9 năm 2005  | Đóng thế đặc biệt xuất nhất                                                           | Tim Storms, Garrett Warren, Susie Park, Patricia M. Peters, Norb Phillips, Lisa Hoyle, Kevin L. Jackson và Clay Donahue Fontenot | Đề cử     |
| World Stunt Awards                              | 25 tháng 9 năm 2005  | Tác phẩm kết hợp với phương tiện xuất sắc nhất                                        | Tad Griffith, Richard Burden, Scott Rogers, Darrin Prescott và Mark Norby                                                        | Đề cử     |